# 克劳迪乌斯·勒戈
克劳迪乌斯·勒戈（法語：Claudius Regaud，1870年1月30日—1940年12月29日）是一位法国生物学家和医生，放射医学的先驱，建立了巴黎居里研究所。